# Chaîne de Pappus

Une chaîne de Pappus. Les centres sont sur une ellipse, les points de contact, sur un cercle.

En géométrie, une chaîne de Pappus est un anneau de cercles situés entre deux cercles tangents intérieurement. Cette configuration a été étudiée par Pappus d'Alexandrie au IIIe siècle apr. J.-C.

## Construction
On se donne un arbelos, défini par deux cercles {\displaystyle C_{U}} et {\displaystyle C_{V}} tangents en un point {\displaystyle A}, {\displaystyle C_{U}} intérieur à {\displaystyle C_{V}}. Notons  {\displaystyle r}, {\displaystyle R}, les rayons de ces deux cercles, {\displaystyle U}, {\displaystyle V}, leurs centres respectifs, {\displaystyle [AC]} , {\displaystyle [AB]} leurs diamètres. La chaîne de Pappus se compose d'une infinité de cercles situés dans l'arbelos (région grise ombragée dans la figure), extérieurement tangents à {\displaystyle C_{U}} et intérieurement tangents à {\displaystyle C_{V}} ; ces cercles sont successivement tangents extérieurement, en partant du cercle de diamètre {\displaystyle [CB]} considéré comme le cercle d'indice 0.

## Propriétés
Le rayon, le diamètre et le centre du cercle d'indice n de la chaîne de Pappus supérieure sont notés respectivement {\displaystyle r_{n}}, {\displaystyle d_{n}} et {\displaystyle P_{n}} .

Arbelos et centre des cercles

### Situation des centres des cercles
Les centres des cercles de la chaîne de Pappus sont situés sur une ellipse de grand axe {\displaystyle r+R}, et de petit axe {\displaystyle R-r}. En effet, la somme des distances du cercle d'indice n de la chaîne de Pappus aux deux centres {\displaystyle U} et {\displaystyle V} des cercles de l'arbelos est constante :
{\displaystyle P_{n}U+P_{n}V=\left(r+r_{n}\right)+\left(R-r_{n}\right)=r+R}
Les foyers de cette ellipse sont donc {\displaystyle U} et {\displaystyle V}, centres des deux cercles de l'arbelos.

### Rayons et courbures des cercles de la chaîne.

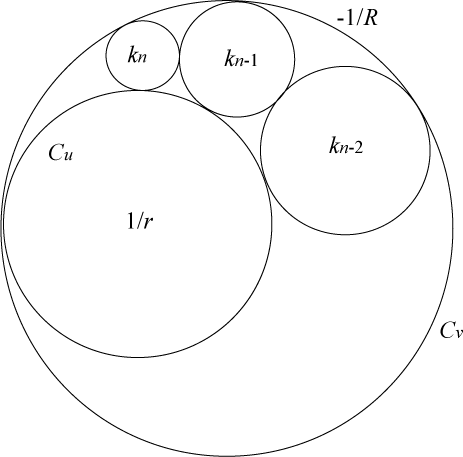

Notons {\displaystyle k_{n}=1/r_{n}} la courbure du cercle d'indice {\displaystyle n} de la chaîne. 
On a la relation de récurrence double  {\displaystyle k_{n}-2k_{n-1}+k_{n-2}={\frac {2(R-r)}{rR}}}, 
laquelle permet d'obtenir :
{\displaystyle r_{n}={\frac {(R-r)rR}{(R-r)^{2}n^{2}+rR}}={\frac {(k-1)AB}{2((k-1)^{2}n^{2}+k)}}} où {\displaystyle k=AB/AC=R/r}.

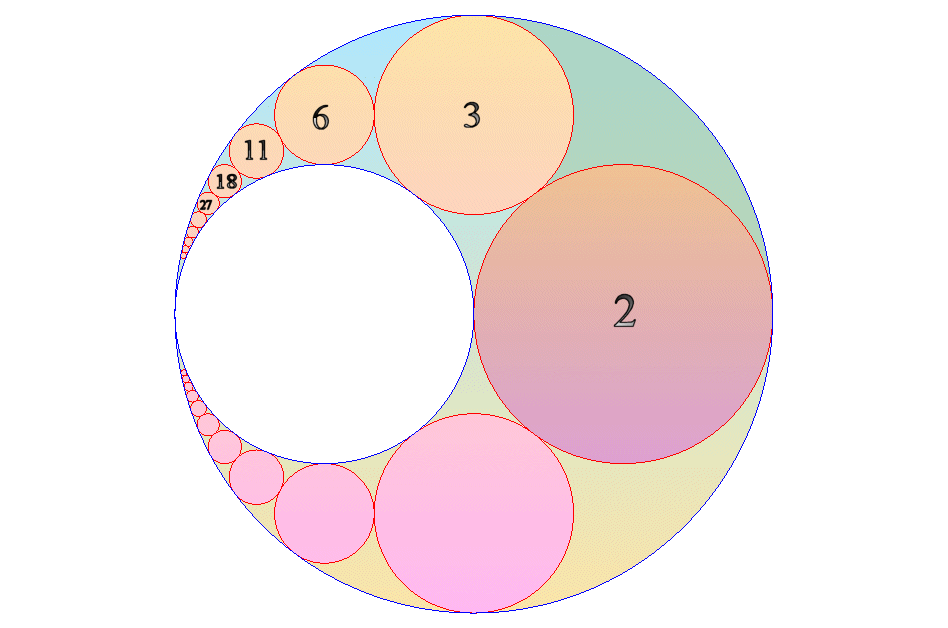
Chaine de Pappus avec indication des courbures

On peut remarquer que si {\displaystyle k} est entier et {\displaystyle AB=2/(k-1)}, toutes les courbures {\displaystyle 1/r_{n}=(k-1)^{2}n^{2}+k} sont entières. Par exemple, pour {\displaystyle k=2}, {\displaystyle 1/r_{n}=n^{2}+2}, voir la suite suite A059100 de l'OEIS.

### Coordonnées des centres
Dans un repère orthonormé d'origine {\displaystyle A} et de premier axe {\displaystyle (AB)}, le centre du cercle d'indice n de la chaîne a pour coordonnées :

Sous une inversion particulière centrée en, les quatre cercles initiaux de la chaîne de Pappus se transforment en un empilement de quatre cercles de même taille, pris en sandwich entre deux droites parallèles. Cela explique la formule de hauteur et le fait que les points de contact sont cocycliques.

{\displaystyle \left(x_{n},y_{n}\right)=\left({\frac {(k+1)AB}{2((k-1)^{2}n^{2}+k)}}~,~{\frac {n(k-1)AB}{(k-1)^{2}n^{2}+k}}\right)}

### Hauteurs des centres
La hauteur {\displaystyle h_{n}} du centre du cercle d'indice n au-dessus de la base {\displaystyle ACB} est égale à n fois le diamètre {\displaystyle d_{n}}  (théorème connu de Pappus), comme on le voit sur les formules précédentes,. 
Ceci peut être montré en utilisant l'image par une inversion  d'un cercle centré au point de contact {\displaystyle A}. Le cercle d'inversion est choisi de sorte à couper perpendiculairement le cercle d'indice n : ce cercle se transforme ainsi en lui-même. Les deux cercles {\displaystyle C_{U}} et {\displaystyle C_{V}} de l'arbelos sont transformés en deux droites parallèles prenant en sandwich le cercle d'indice n ; par conséquent, les autres cercles de la chaîne de Pappus sont transformés en des cercles pris en sandwich par les mêmes droites. Le cercle initial {\displaystyle C_{0}} et le cercle final {\displaystyle C_{n}} contribuent chacun pour  {\displaystyle {\frac {1}{2}}d_{n}} à la hauteur {\displaystyle h_{n}}, tandis que les cercles de {\displaystyle C_{1}} à {\displaystyle C_{n-1}} contribuent chacun pour {\displaystyle d_{n}}. L'addition de ces contributions donne la relation {\displaystyle h_{n}=nd_{n}} .
La même inversion peut être utilisée pour montrer que les points de contact mutuels de la chaîne de Pappus sont situés sur un cercle. Comme indiqué ci-dessus, l'inversion centrée au point {\displaystyle A} transforme les cercles de l'arbelos {\displaystyle C_{U}} et {\displaystyle C_{V}} en deux droites parallèles, et les cercles de la chaîne Pappus en une pile de cercles de mêeme taille égale pris en sandwich entre les deux droites parallèles. Par conséquent, les points de contact entre les cercles transformés se situent sur une droite à mi-chemin entre les deux parallèles. Et ré-effectuant l'inversion, cette droite de points de contact se transforme en un cercle.

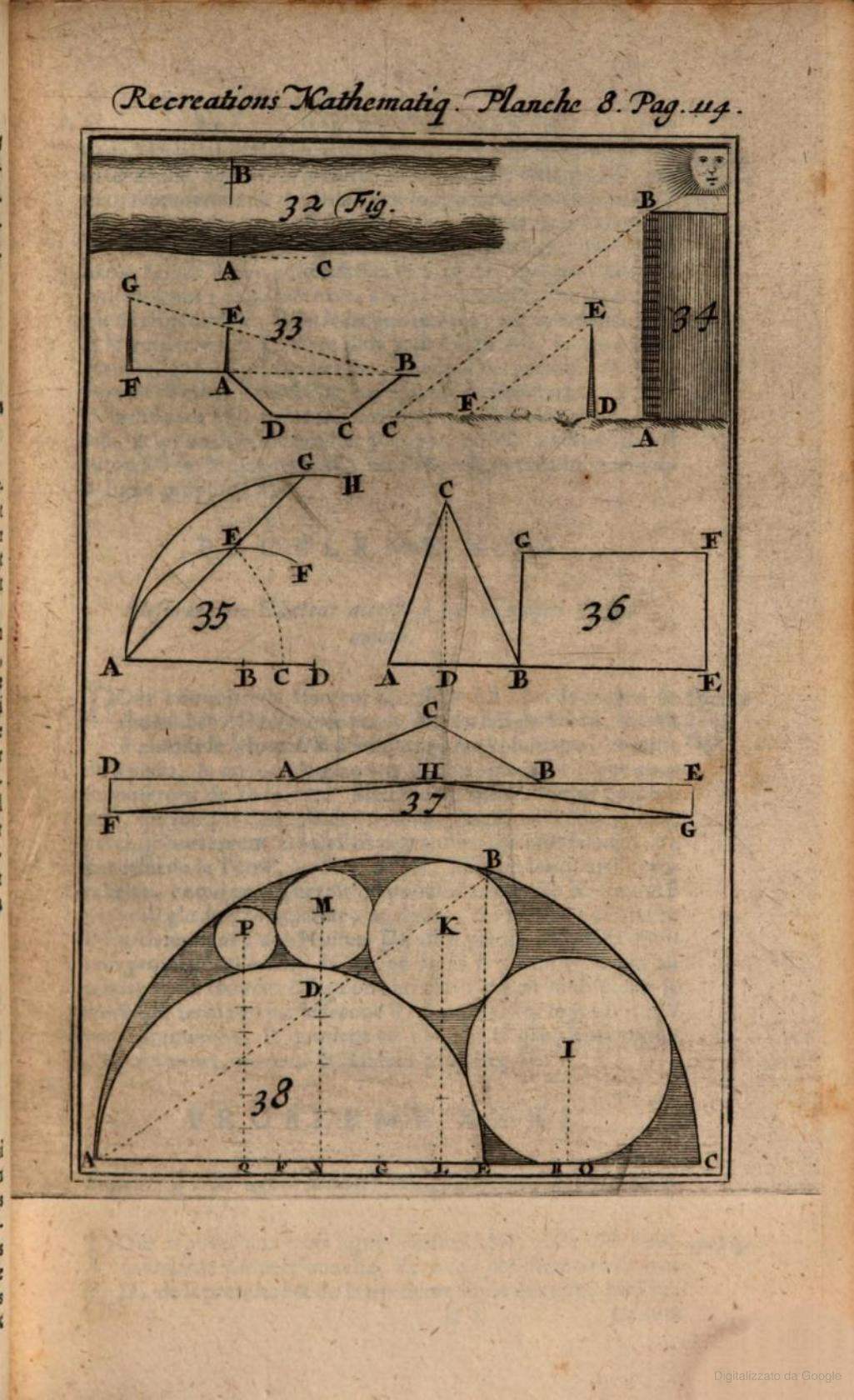
Planche tirée du livre de Jacques Ozanam. Énoncé du problème : étant donné, sur une même ligne droite, deux demi-cercles qui se touchent en dedans, décrire un cercle qui touche la ligne droite et les circonférences des deux demi-cercles donnés.

## Variantes
On peut construire une chaîne de Pappus en partant d'un cercle quelconque tangent aux deux cercles de l'arbelos, en particulier celui où le cercle initial {\displaystyle C_{0}} est tangent à {\displaystyle [CB]}. C'est le cas par exemple dans le problème XXXIV posé par Jacques Ozanam en 1696 (voir ci-contre), ou dans un sangaku de 1818.
Dans ce cas, le rayon de {\displaystyle C_{0}} vaut {\displaystyle r_{0}={\frac {4rR(R-r)}{(R+r)^{2}}}} et le rayon du cercle d'indice n est égal à {\displaystyle r_{n}={\frac {4Rr(R-r)}{(R-r)^{2}(2n+1)^{2}+4Rr}}={\frac {2(k-1)AB}{(k-1)^{2}(2n+1)^{2}+4k}}},,.